# Viva Riva!
Viva Riva! es una película congoleña de 2010 dirigida y escrita por Djo Tunda Wa Munga y protagonizada por Patsha Bay, Manie Malone, Fabrice Kwizera, Hoji Fortuna, Marlene Longage, Alex Herabo y Diplôme Amekindra. La cinta recibió 12 nominaciones y 6 galardones en la séptima edición de los Premios de la Academia del Cine Africano, incluyendo Mejor película, Mejor director, Mejor fotografía y Mejor diseño de producción, lo que la convierte en la película más laureada en la historia de los premios. Viva Riva! también obtuvo un galardón en los MTV Movie Awards de 2011 en la categoría de Mejor Película Africana.

## Sinopsis
La película narra la historia de un contrabandista de combustible, Riva, después de llevar un cargamento de combustible a Kinshasa. Es perseguido por un mafioso angoleño, César, que quiere robarle el combustible. César utiliza el chantaje para obtener la ayuda de un oficial militar local, el Comandante, que luego accede a un informante local y a los recursos de la iglesia para ayudar en la búsqueda a César.  Mientras tanto, Riva se enamora de Nora, la compañera de un gánster local, Azor. Riva se gana la confianza de un chico local y utiliza su ayuda para encontrar a Nora de nuevo.  Los conflictos resultan mortales para casi todos los protagonistas.

## Reparto
- Patsha Bay - Riva
- Manie Malone - Nora
- Hoji Fortuna - César
- Fabrice Kwizera - Jason
- Marlene Longage - El Comandante
- Alex Herabo
- Diplôme Amekindra

## Recepción
La película fue bien recibida y cuenta con una aprobación del 86% en la página Rotten Tomatoes. El consenso indica: "Vibrante y violenta, Viva Riva es un drama criminal rápido y acertado".